# Giovanna Melandri
Giovanna Melandri (ur. 28 stycznia 1962 w Nowym Jorku) – włoska polityk, ekonomistka, była minister w kilku rządach, parlamentarzystka.

## Życiorys
Ukończyła studia z zakresu ekonomii i handlu na Uniwersytecie Rzymskim – La Sapienza. W latach 80. pracowała jako koordynator w przedsiębiorstwie przemysłowym.
W 1991 weszła w skład sekretariatu krajowego Demokratycznej Partii Lewicy, powstałej na bazie rozwiązanej partii komunistycznej. Od 1998 należała do Demokratów Lewicy, od 2007 działa w Partii Demokratycznej.
Od 1994 wybierana do Izby Deputowanych XII, XIII, XIV, XV i XVI kadencji. W okresie od 21 października 1998 do 11 czerwca 2001 sprawowała urząd ministra kultury w dwóch rządach Massima D’Alemy i w gabinecie Giuliana Amato. 17 maja 2006 objęła stanowisko ministra do spraw młodzieży i sportu w drugim rządzie Romano Prodiego. Zajmowała je do 17 maja 2008, ustępując po przegranych przez centrolewicę wyborach parlamentarnych.
Posiada także obywatelstwo amerykańskie. W 2008 w trakcie prawyborów mających wyłonić kandydata Demokratów na urząd prezydenta opowiedziała się za Barackiem Obamą. W 2012 odeszła z parlamentu w związku z objęciem stanowiska prezesa fundacji prowadzącej muzeum MAXXI – Museo nazionale delle arti del XXI secolo; zarządzała nią do 2022.